# Ibrahim Amada
Ibrahim Samuel Amada (ur. 28 lutego 1990 w Antananarywie) – madagaskarski piłkarz grający na pozycji pomocnika w klubie Al-Khor oraz reprezentacji Madagaskaru.

## Kariera
Ibrahim Amada pierwsze piłkarskie kroki stawiał w madagaskarskim Académie Ny Antsika. W 2011 przeniósł się do Algierii. Występował w JS Kabylie, AS Khroub, USM El Harrach, ES Sétif czy MC Algier. Z pierwszym klubem zdobył Puchar Algierii, natomiast z  Sétif świętował mistrzostwo kraju i superpuchar. W latach 2019–2020 był piłkarzem katarskiego Al-Khor. W 2021 grał w Al-Markhiya SC, a w 2022 w Al-Qadsiah FC.
W reprezentacji Madagaskaru zadebiutował 11 października 2008 roku w meczu z Wybrzeżem Kości Słoniowej. Został powołany na Puchar Narodów Afryki 2019. Tam też zdobył swojego pierwszego gola w barwach narodowych. Uczynił to w meczu 1/8 finału z Demokratyczną Republiką Konga.